# Elektra (Stern)
Elektra ist der Eigenname des in den Plejaden gelegenen Sterns 17 Tauri.
Elektra kann, wie alle Sterne der Plejaden gelegentlich vom Mond und (sehr selten) auch von Planeten bedeckt werden. Die letzte Bedeckung von Elektra durch einen Planeten erfolgte am 9. Mai 1841 durch Venus.
Elektra hat eine scheinbare Helligkeit von +3,70 mag und gehört der Spektralklasse B6 IIIe an. Der Stern ist ein rund 400 Lichtjahre von der Sonne entfernter Be-Stern und gehört außerdem zu den langsam pulsierenden B-Sternen.